# ناتامایسین
ناتامایسین (به انگلیسی: Natamycin)
رده درمانی: داروهای ضدقارچ.
اشکال دارویی: پماد، قطره چشمی
محصول کشور:هند

## موارد مصرف
ناتامایسین برای درمان بیماریهای قارچی از جمله کراتیت (Keratitis) تجویز می‌شود. محلول ناتامایسین ۵٪ برای درمان اکثر موارد کراتیت قارچ‌های فیلامانی (filamentary fungi) به خصوص موارد مرتبط با گونه‌های فوزاریوم (Fusarium) توصیه می‌شود. این دارو بر آسپرژیلوس (Aspergillus) و کاندیدا (Candida) نیز مؤثر است.

## مکانیسم اثر
ناتامایسین از دسته ماکرولیدهای پلی‌ان (macrolide polyene) می‌باشد. این دارو با اتصال به ارگوسترول (Ergosterol) در دیواره قارچ، پروتیین‌های ناقل غشایی (membrane transport proteins) را مهار نموده و مانع انتقال اسید آمینه و گلوکز از ورای غشای سیتوپلاسمایی قارچ شده و موجبات مرگ قارچ را فراهم می‌سازد.